# Benediktinerkongregation von St. Ottilien

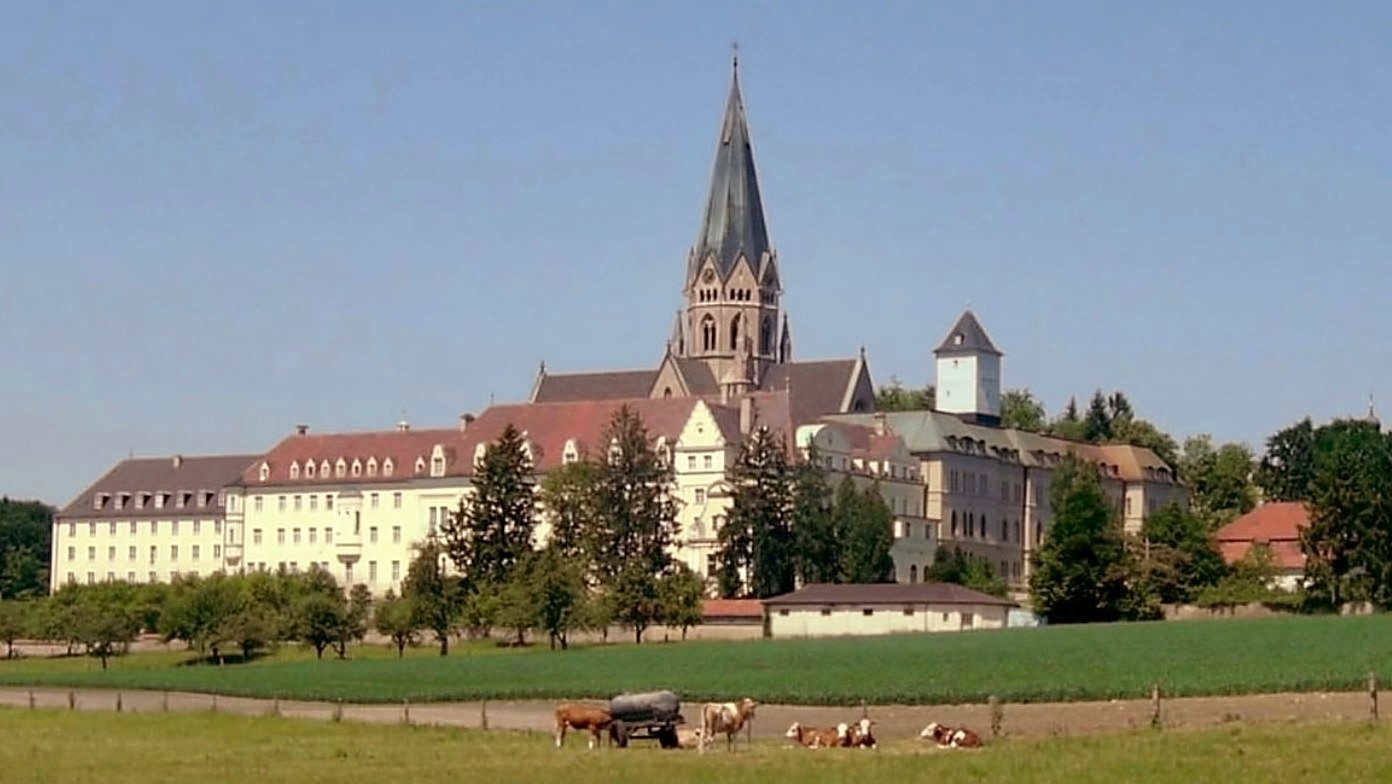
Die Erzabtei St. Ottilien – Mutterhaus und Stammkloster der Kongregation der Missionsbenediktiner

Die Benediktinerkongregation von St. Ottilien oder Ottilianer Kongregation (lat. Congregatio Ottiliensis Ordinis Sancti Benedicti) ist ein Benediktinischer Klosterverband, der aus dem namengebenden Stammkloster, der Erzabtei Sankt Ottilien im Landkreis Landsberg am Lech nahe beim Ammersee im Bayerischen Alpenvorland, hervorgegangen ist.
Charakteristisch für die Kongregation ist die Verbindung der benediktinischen Lebensform mit dem Einsatz in der Mission bzw. heute auch dem Engagement für die jungen Kirchen vor allem in Afrika, Asien und Lateinamerika. Die Kongregation steht unter dem Titel (Patronat) des heiligsten Herzens Jesu. Parallel zur Männerkongregation existiert auch eine Frauengemeinschaft, die Missions-Benediktinerinnen von Tutzing.

## Geschichte der Kongregation

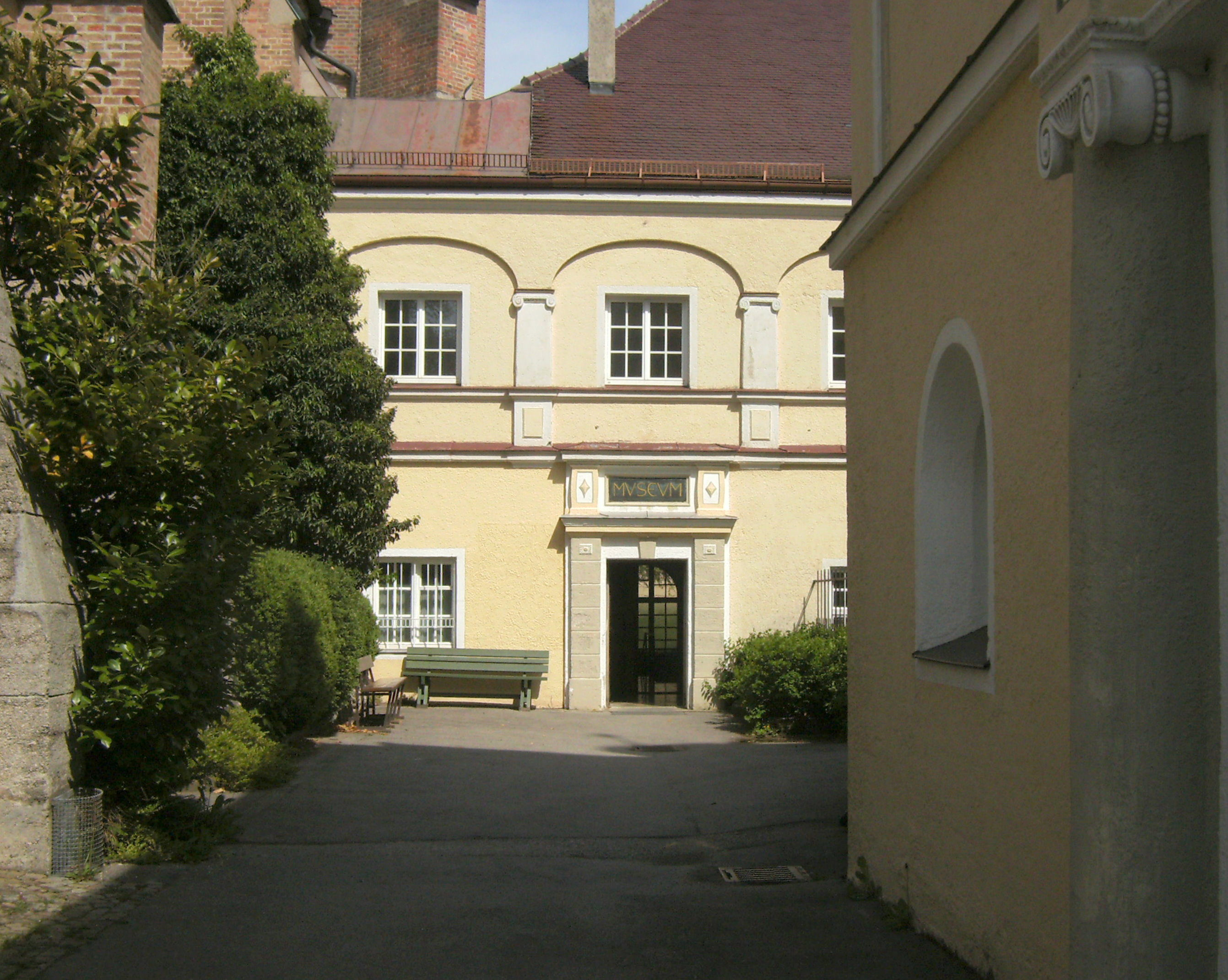
Missionsmuseum in Sankt Ottilien

Im Jahre 1884 gründete der Beuroner Benediktinerpater Andreas Amrhein in Reichenbach in der Oberpfalz ein Missionshaus mit einem männlichen und einem weiblichen Zweig, in der Absicht, dass daraus klösterliche Gemeinschaften entstehen sollten, die sich an den Missionsbemühungen der Benediktinerklöster des Mittelalters orientieren. Begünstigt wurde diese Entwicklung dadurch, dass die aufgrund des Kulturkampfes gegen Ordensgründungen gerichteten Reichsgesetze abgeschwächt wurden, da die Regierung des Kaiserreichs aufgrund der kolonialen Expansion in Afrika die Ausbildung von Missionaren ermöglichen wollte.
Am 27. November 1886 erwarb Amrhein das Schlossgut Emming in der Gemeinde Eresing nahe Landsberg am Lech. Die neu entstandene Gemeinschaft verlegte ihren Sitz dorthin und kaufte in den folgenden Jahren auch die übrigen Anwesen in dem kleinen Weiler auf. 1896 kam es zur offiziellen Gründung eines Männer- und eines Frauenklosters. Sein Name Sankt Ottilien leitete sich von der Emminger Ottilienkapelle her, die schon seit dem Mittelalter Ziel von Wallfahrten war. Das Frauenkloster zog 1904 nach Tutzing am Starnberger See um.
Bereits 1887 wurden Missionare in das damalige Deutsch-Ostafrika ausgesandt. Die Gemeinschaft wuchs rasch und konnte bald Tochterniederlassungen in Bayern gründen, vor allem zur Heranbildung von Nachwuchs. So entstand 1901 ein Zweig in St. Ludwig am Main, der 1913 die ehemalige Benediktinerabtei Münsterschwarzach wiederbesiedelte, sowie 1904 ein weiterer Ableger in Schweiklberg in Niederbayern, jeweils verbunden mit einer Klosterschule. Auch das Missionsfeld weitete sich aus: Schon 1909 kam eine Neugründung in Seoul hinzu.
1902 wurde Sankt Ottilien zur Abtei erhoben, zwei Jahre später der Weiler Emming in St. Ottilien umbenannt. 1914 erfolgte die kirchenrechtliche Errichtung der Benediktinerkongregation von St. Ottilien, die bis 2012 durch den Erzabt von Sankt Ottilien geleitet wurde, seither durch einen Abtpräses.
Nachdem die Ostafrikamission bereits mehrfach unter Aufständen zu leiden hatte, stürzte der Erste Weltkrieg die Arbeit der Missionsbenediktiner in eine tiefe Krise: Außer personellen Verlusten war in dem nun unter britischer Herrschaft stehenden Tanganjika-Gebiet die Arbeit der deutschen Missionare unmöglich geworden; nur durch Schweizer Mitbrüder war eine gewisse Fortsetzung möglich. So wandte man sich neuen Aufgaben zu, vor allem in Ostasien und Südafrika (Zululand), und begann zugleich die Basis über Deutschland hinaus zu erweitern, zunächst in Uznach (Schweiz), dann auch in Venezuela und den USA.
In Ostasien wurde 1920 der Kongregation ein größeres Missionsgebiet in Nordchōsen und in der Mandschurei (bzw. später Mandschukuo) zugewiesen, sodass anstelle der Abtei Seoul zwei neue Abteien in Tokwon (in der Nähe von Wonsan, Chōsen) und Yenki (Republik China) gegründet wurden. Die Machtübernahme der Kommunisten nach dem Zweiten Weltkrieg brachte das gewaltsame Ende dieser Klöster; besonders in Korea wurden einige Mönche ermordet oder in Konzentrationslager deportiert, wo weitere von ihnen umkamen. In der Folge gelang aber die Neugründung einer koreanischen Abtei in Waegwan (Südkorea).
In Deutschland kam 1928 auf Ersuchen der Stadt Meschede mit der Abtei Königsmünster dort eine weitere Niederlassung hinzu. Während der NS-Herrschaft war die Kongregation in Deutschland vielerlei Repressalien ausgesetzt, bis 1941 alle Klöster aufgehoben und z. T. in Lazarette umgewandelt wurden.
Nach dem Krieg und der Wiedererrichtung der deutschen Klöster galt es, sich auf die Unabhängigkeitsbestrebungen der afrikanischen Völker einzustellen. Dazu wurde verstärkt einheimischer Nachwuchs herangebildet, der in der Folge Leitungsfunktionen in den Missionsgebieten übernehmen konnte. In den Jahrzehnten seither hat der internationale Charakter der Kongregation immer mehr zugenommen: Viele Mönche stammen nun aus der indigenen Bevölkerung; zugleich haben sich die Einsatzorte und -länder weiter ausgeweitet.

## Klöster der Missionsbenediktiner
Zur Kongregation gehörten 2010 23 selbständige Klöster (zumeist Abteien) sowie weitere abhängige Niederlassungen.
Stammkloster der Kongregation ist die Erzabtei St. Ottilien; der Erzabt von St. Ottilien war bis 2012 zugleich Abtpräses der Kongregation. Unselbstständige Häuser sind blau hinterlegt, ihre Liste ist unvollständig.
| Name                                                   | Ort                    | Patrozinium                   | Konvent (Mönche/Novizen) Stand: 17. März 2015 | gegründet   | Land                | Kontinent   |
| ------------------------------------------------------ | ---------------------- | ----------------------------- | --------------------------------------------- | ----------- | ------------------- | ----------- |
| Erzabtei St. Ottilien                                  | St. Ottilien           | Herz Jesu                     | 109/2                                         | 1887        | Deutschland         | Europa      |
| Abtei Münsterschwarzach                                | Münsterschwarzach      | Hl. Felizitas                 | 113/-                                         | (788) 1913  | Deutschland         | Europa      |
| Abtei Schweiklberg                                     | Vilshofen an der Donau | Hl. Dreifaltigkeit            | 30/-                                          | 1904        | Deutschland         | Europa      |
| Abtei Königsmünster                                    | Meschede               | Christkönig                   | 48/3                                          | 1928        | Deutschland         | Europa      |
| Priorat Jakobsberg (zu St. Ottilien)                   | Ockenheim              | Hl. Nothelfer                 |                                               | 1960        | Deutschland         | Europa      |
| Cella St. Benedikt (zu Königsmünster)                  | Hannover               | Hl. Benedikt                  |                                               | 1988        | Deutschland         | Europa      |
| Abtei St. Georgenberg                                  | Stans                  | Hl. Georg                     | 6/-                                           | um 950/1967 | Österreich          | Europa      |
| Abtei St. Otmarsberg                                   | Uznach                 | Hl. Otmar                     | 18/-                                          | 1919        | Schweiz             | Europa      |
| Priorat San Salvador del Monte Irago (zu St. Ottilien) | Rabanal del Camino     | Heiligster Erlöser            | 4                                             | 2001        | Spanien             | Europa      |
| St. Benedict’s Abbey Peramiho                          | Peramiho               | Hl. Benedikt                  | 55/4                                          | 1898        | Tansania            | Afrika      |
| Benedictine Abbey Ndanda                               | Ndanda                 | Hl. Maria, Hilfe der Christen | 72/5                                          | 1906        | Tansania            | Afrika      |
| Benedictine Abbey Hanga                                | Songea                 | Hl. Maurus                    | 121/22                                        | 1958        | Tansania            | Afrika      |
| St. Raphael’s Priory Uwemba (zu Peramiho)              | Uwemba                 | Hl. Raphael                   |                                               | 1931        | Tansania            | Afrika      |
| Benedictine Abbey Mvimwa                               | Sumbawanga             | Hl. Geist                     | 59/11                                         | 1997        | Tansania            | Afrika      |
| Kurasini (zu Ndanda)                                   | Daressalam             | Hl. Maurus                    |                                               | 1894        | Tansania            | Afrika      |
| Benedictine Priory Kipalapala (zu Hanga)               | Tabora                 | Hl. Johannes Evangelist       |                                               | 1974        | Tansania            | Afrika      |
| Benedictine Abbey Tigoni                               | Tigoni                 | Christus Friedenskönig        | 23/5                                          | 1978        | Kenia               | Afrika      |
| Benedictine Abbey Inkamana                             | Vryheid                | Herz Jesu                     | 36/3                                          | 1922        | Südafrika           | Afrika      |
| Christ the King’s Priory                               | Tororo                 | Christkönig                   | 18/4                                          | 1984        | Uganda              | Afrika      |
| Benedictine Monastery Katibunga                        | Katibunga              | Hl. Therese von Lisieux       | 14/3                                          | 1987        | Sambia              | Afrika      |
| Abbaye de l’Incarnation d’Agbang                       | Agbang                 | Inkarnation Christi           | 26/3                                          | 1988        | Togo                | Afrika      |
| Waegwan Abbey                                          | Waegwan                | Hl. Maurus und Hl. Placidus   | 144/4                                         | 1952        | Südkorea            | Asien       |
| St. Benedict’s Priory Digos                            | Digos                  | Hl. Benedikt                  | 16/5                                          | 1983        | Philippinen         | Asien       |
| St. Michael’s Benedictine Hermitage Kumily             | Kumily                 | Hl. Michael                   | 12/-                                          | 1987        | Indien              | Asien       |
| Abtei Yenki                                            | Yenki                  |                               | 5/0                                           | 2001        | Volksrepublik China | Asien       |
| Cella ULF (zu Uznach)                                  | Osornoe                |                               |                                               | 2006        | Kasachstan          | Asien       |
| Abadía Benedictina de San José Güigüe                  | Valencia               | Hl. Joseph von Avila          | 8/2                                           | 1923        | Venezuela           | Südamerika  |
| Kloster El Rosal                                       | Santafé de Bogotá      | Hl. Benedikt                  | 7/1                                           | 1961        | Kolumbien           | Südamerika  |
| Christ the King Priory (zu Münsterschwarzach)          | Schuyler (Nebraska)    | Christkönig                   | 10                                            | 1935        | Vereinigte Staaten  | Nordamerika |
| St. Paul’s Abbey                                       | Newton                 | Hl. Paulus                    | 4                                             | 1924        | Vereinigte Staaten  | Nordamerika |
| Monasterio de la Epifania del Senor                    | San José de las Lajas  |                               | 4/-                                           | 2008        | Kuba                | Amerika     |
| Gesamt                                                 |                        |                               | 922/74                                        |             |                     |             |

## Ehemalige Klöster
Die folgenden Klöster wurden im Laufe der Zeit aufgehoben.
| Name                                 | Ort   | Patrozinium  | gegründet | aufgegeben | Land        | Kontinent |
| ------------------------------------ | ----- | ------------ | --------- | ---------- | ----------- | --------- |
| Priorat Damme (zu Münsterschwarzach) | Damme | Hl. Benedikt | 1963      | 2016       | Deutschland | Europa    |

## Generalobere und Erzäbte als Leiter der Kongregation
- Andreas Amrhein (1884–1895) (Generalsuperior)
- Ildefons Schober (1896–1902) (Generalsuperior)
- Norbert Weber (1902–1930) (Generalsuperior, ab 1914 erster Erzabt)
- Chrysostomus Schmid (1930–1957)
- Suso Brechter (1957–1974)
- Viktor Josef Dammertz (1975–1977)
- Notker Wolf (1977–2000)
- Jeremias Schröder (2000–2012)

## Abtpräsides als Leiter der Kongregation (vom Generalkapitel gewählt)
Von den Anfängen bis 2012 war der Erzabt von St. Ottilien stets zugleich der „geborene“ Leiter der Kongregation (praeses natus; sog. Erzabt-System). Seit dem Jahre 2012 wird die Kongregation von einem gewählten Abtpräses geleitet.
Zum ersten Präses der Kongregation wurde der bisherige Erzabt gewählt.
- Jeremias Schröder (2012–2024)
- Michael Reepen (2024–2025, als bisheriger Stellvertreter nach Wahl von Schröder zum Abtprimas bis zur Neuwahl im Januar 2025)
- Javier Aparicio Suárez seit 18. Januar 2025[3]